# سيكويا الفجر
سكويا الفجر أو سكويا فجر التاريخ (الاسم العلمي: Metasequoia glyptostroboides) هي شجرة ماموت من شعبة البينويات ومن عائلة السروية. هو النوع الوحيد الحي في جنس ميتاسكويا، عثر عليها نابتة في الصين بخلاف وجود النوعين الآخرين من شجر الماموت وهما: سيكويا العملاقة وسيكويا الماموت الساحلية الدائمة الخضرة، وهذان النوعان قد يصل ارتفاعهما أكثر من 100 متر ويوجدان طبيعيا فقط في كاليفورنيا بأمريكا الشمالية. وجد لشجرة سكويا فجر التاريخ أيضا ثلاثة أنواع من المستحثات.

## تاريخ

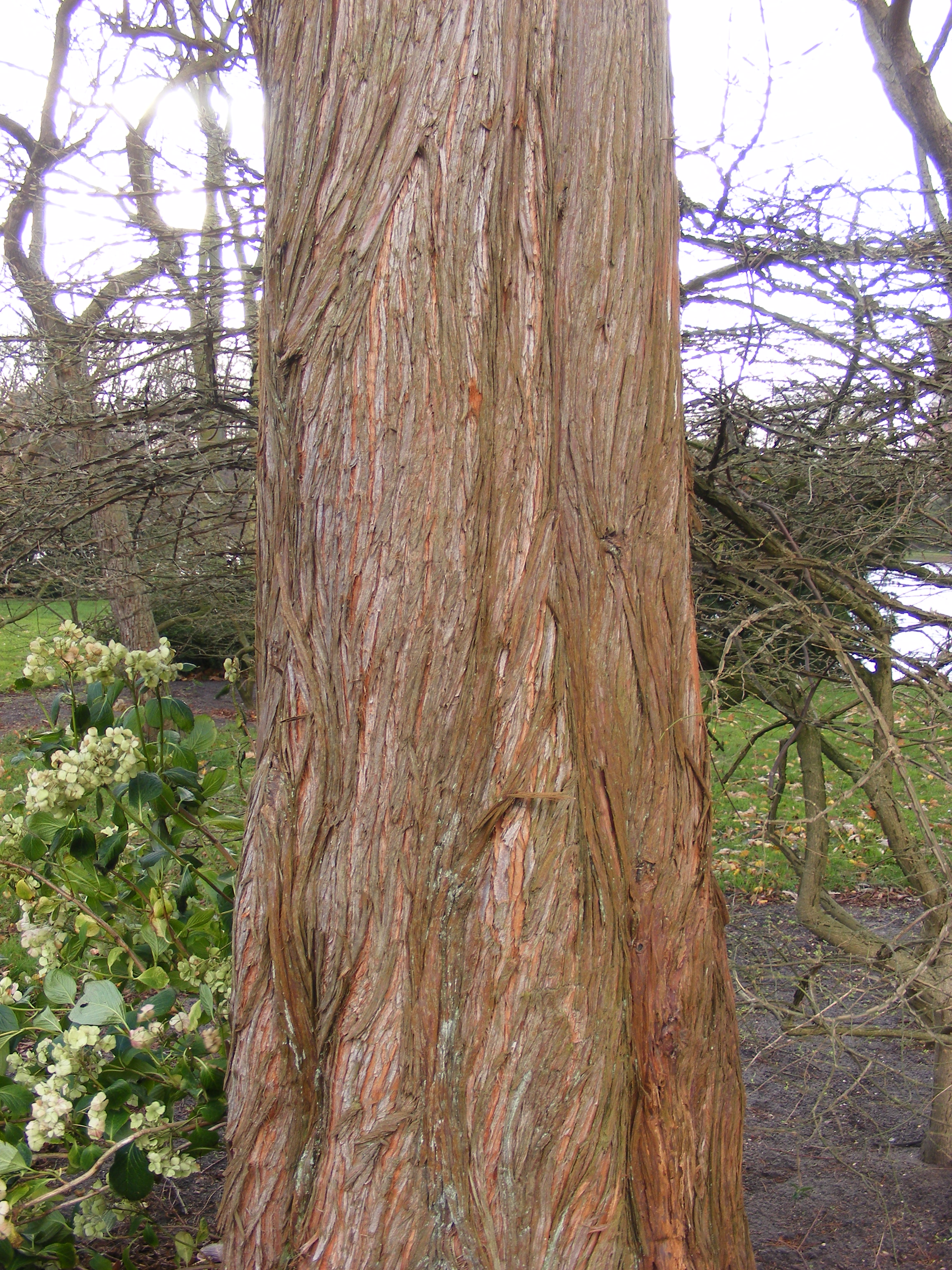
الساق

هي الشجرة الوحيدة ـ المعروفة ـ قريبة الصلة بأشجار سكويا عملاقة وتنتمي إلى عائلة اشجار الماموت. اعتقد العلماء فيما مضى أن شجرة سكويا فجر التاريخ قد انقرضت منذ ملايين السنين. وقام العلماء بدراسة الشجرة وعرفوها من الأحافير فقط، لكن في سنة 1941م اكتشف حارس الغابات الصيني «تسو كان» شجرة منها نامية كبيرة في أحد الأودية غير المعروفة في وسط الصين. وفي سنة 1946م تعرف اثنان من علماء النبات الصينيين، هما «هسن هسو هو» و «وان تشون شنج»، على هذه الشجرة بأنها سكويا الفجر، وبذلك تم اكتشاف شجرة كان يعتقد أنها انقرضت منذ 20 مليون سنة. ولا تزال نامية في عدة مناطق.
ومنذ ذلك الحين تم العثور على أشجار من سكويا الفجر تعيش في مقاطعتي سيشوان وهوباي بالصين. ويظهر من الأحافير أن تلك الشجرة، كانت تنمو فيما مضى في أمريكا الشمالية جنوبًا حتى ولاية كاليفورنيا وفي جرينلاند وسيبريا واليابان.
وبعكس الأشجار الحقيقية من السكويا، والتي تكون دائمة الخضرة، فإن سكويا الفجر شجرة متساقطة الأوراق. ففي كل خريف تسقط أوراقها، وتظهر الأوراق الجديدة ثانية في الربيع. وبعكس أشجار السكويا الأخرى، فإن شجرة سكويا الفجر تحمل مخاريطها على أعناق طويلة معراة بدلاً من حملها على أغصان أو فروع تحمل أوراقًا إبرية.

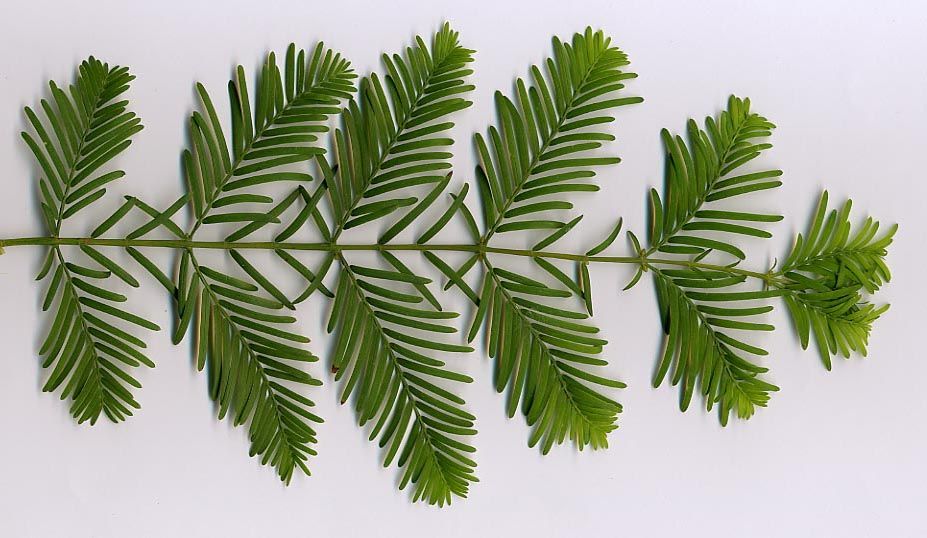
فرع وأوراق

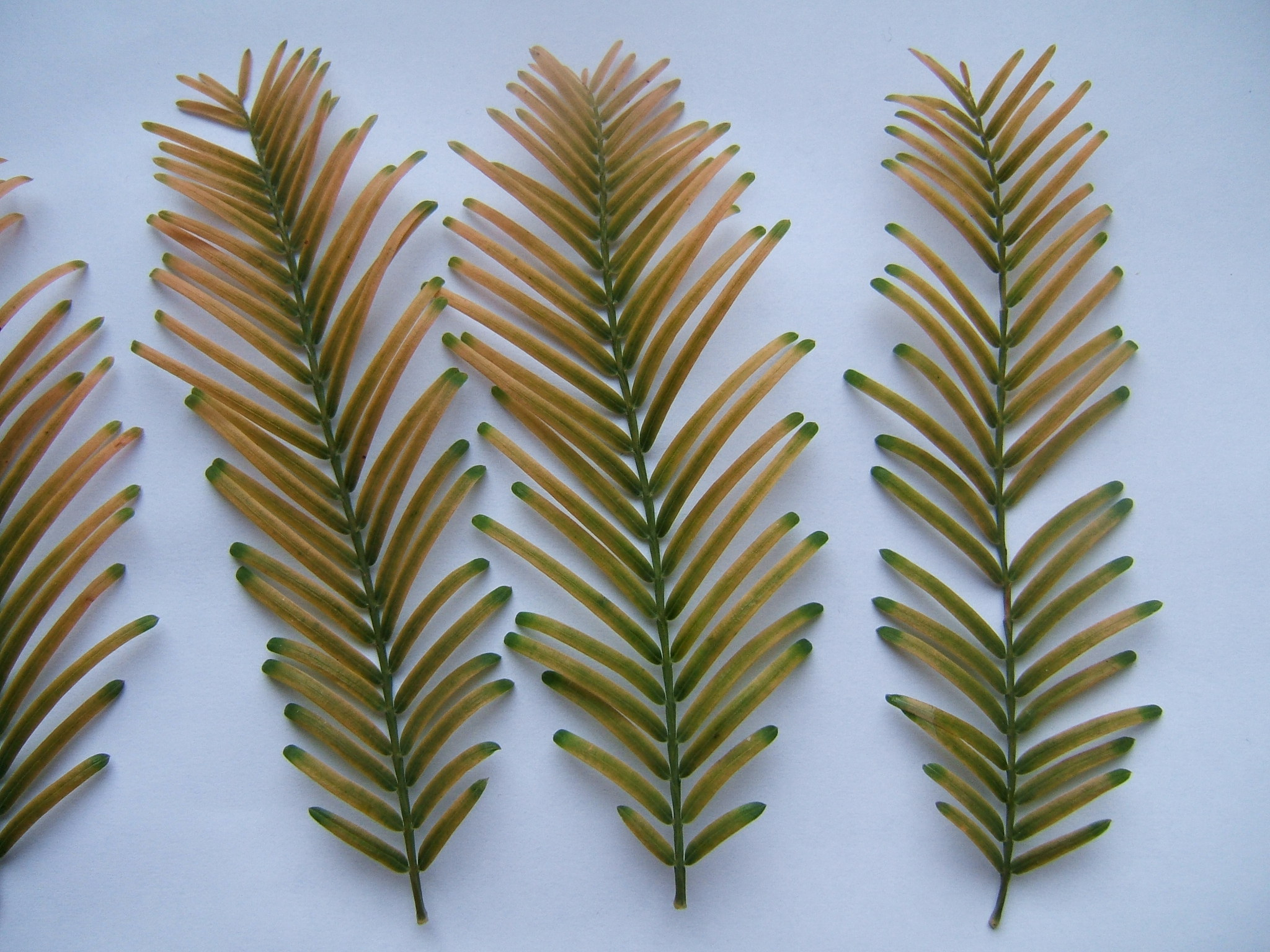
تغير لون الأوراق الأبرية في الخريف.

## النمـــو

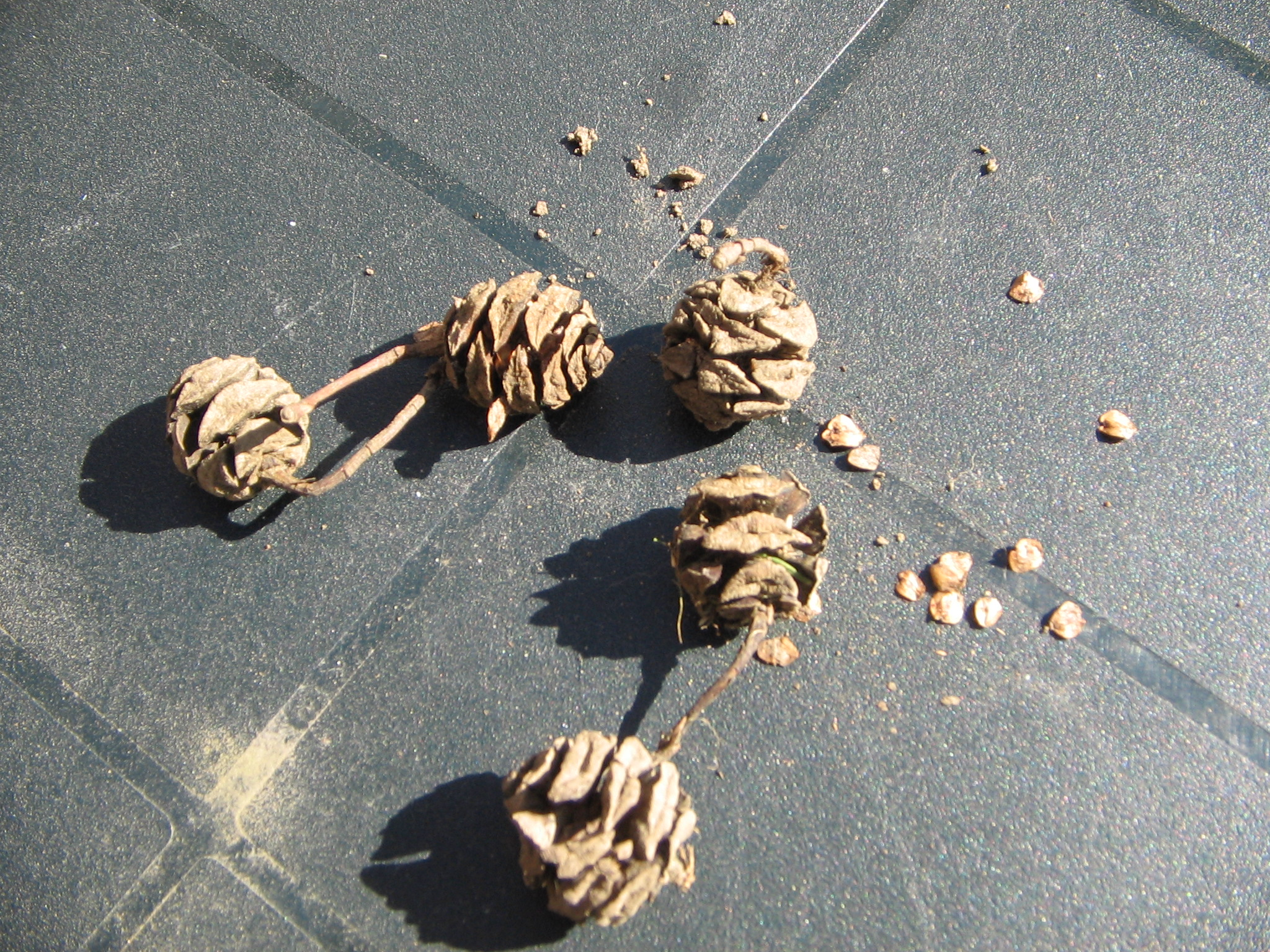
مخاريط ناضجة ومعها بعض البذور.

ومثل بقية أشجار السكويا الأخرى، تنمو شجرة سكويا الفجر بسهولة عن طريق البذور. قام العلماء بإحضار شتلات منها من الصين، وقاموا بزراعتها في كل مكان من ساحل أمريكا الشمالية على المحيط الهادئ وجنوب شرقي ألاسكا. وبقيت معظم هذه الشتلات على قيد الحياة ونمت.

## معرض صور

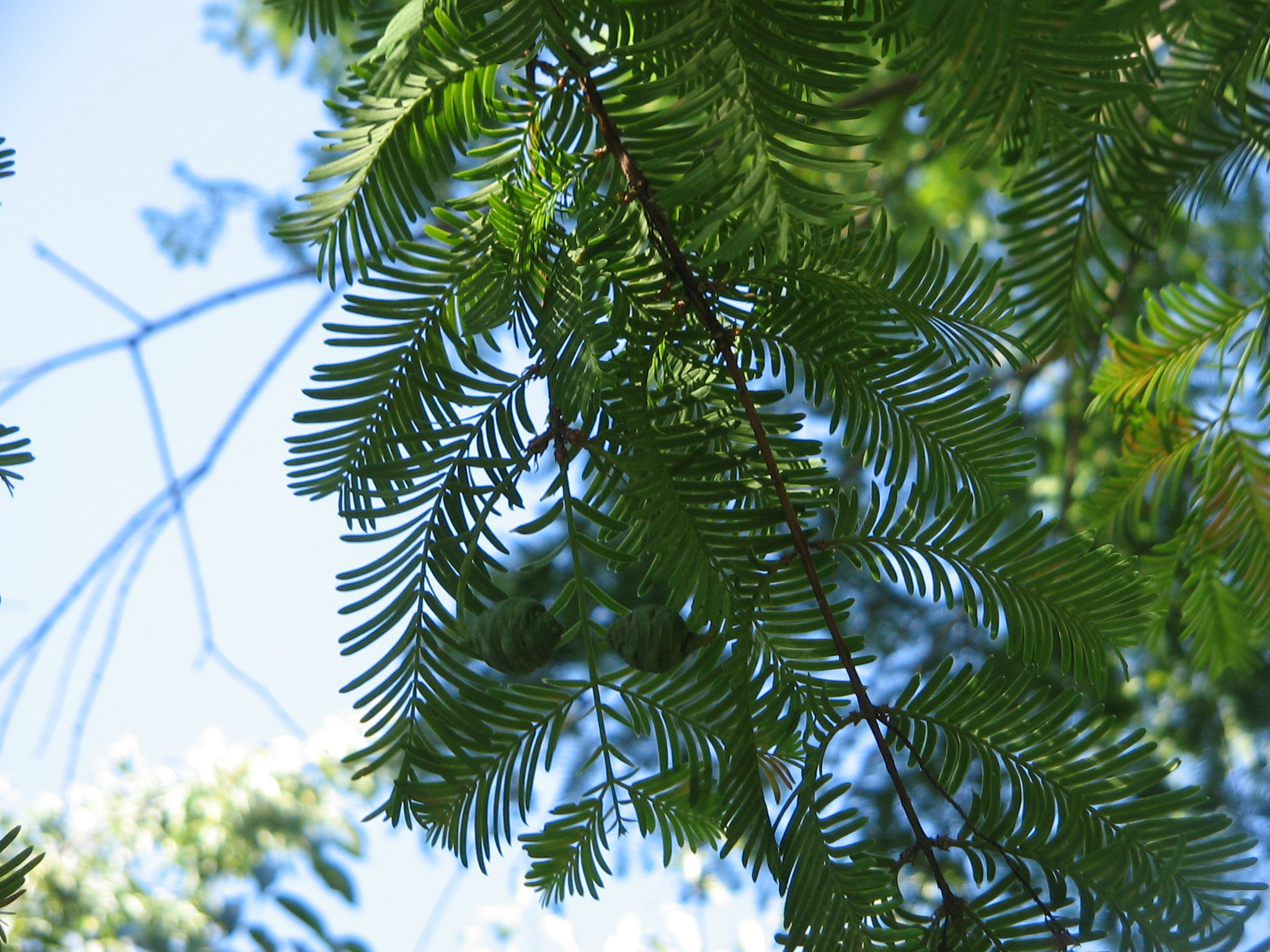
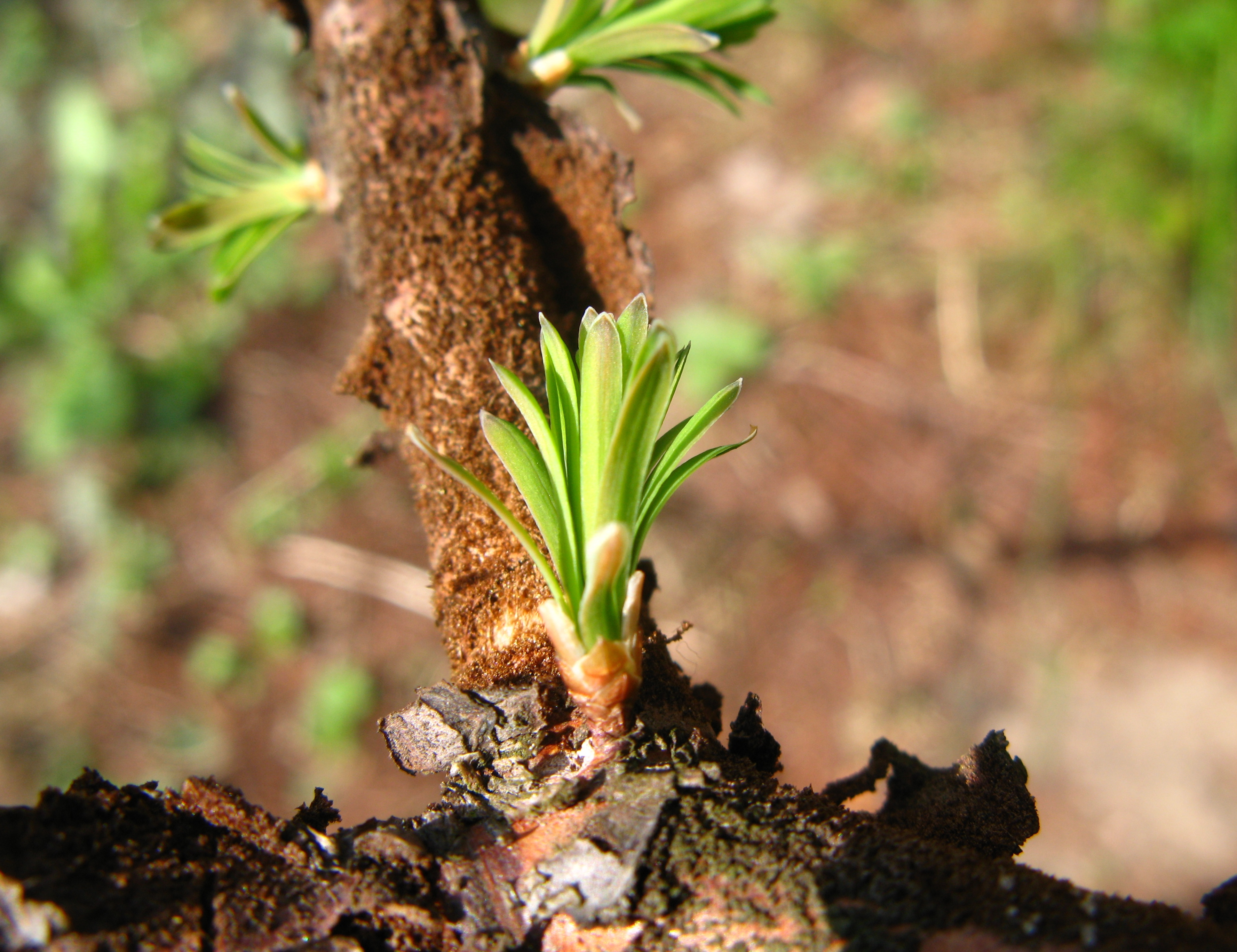
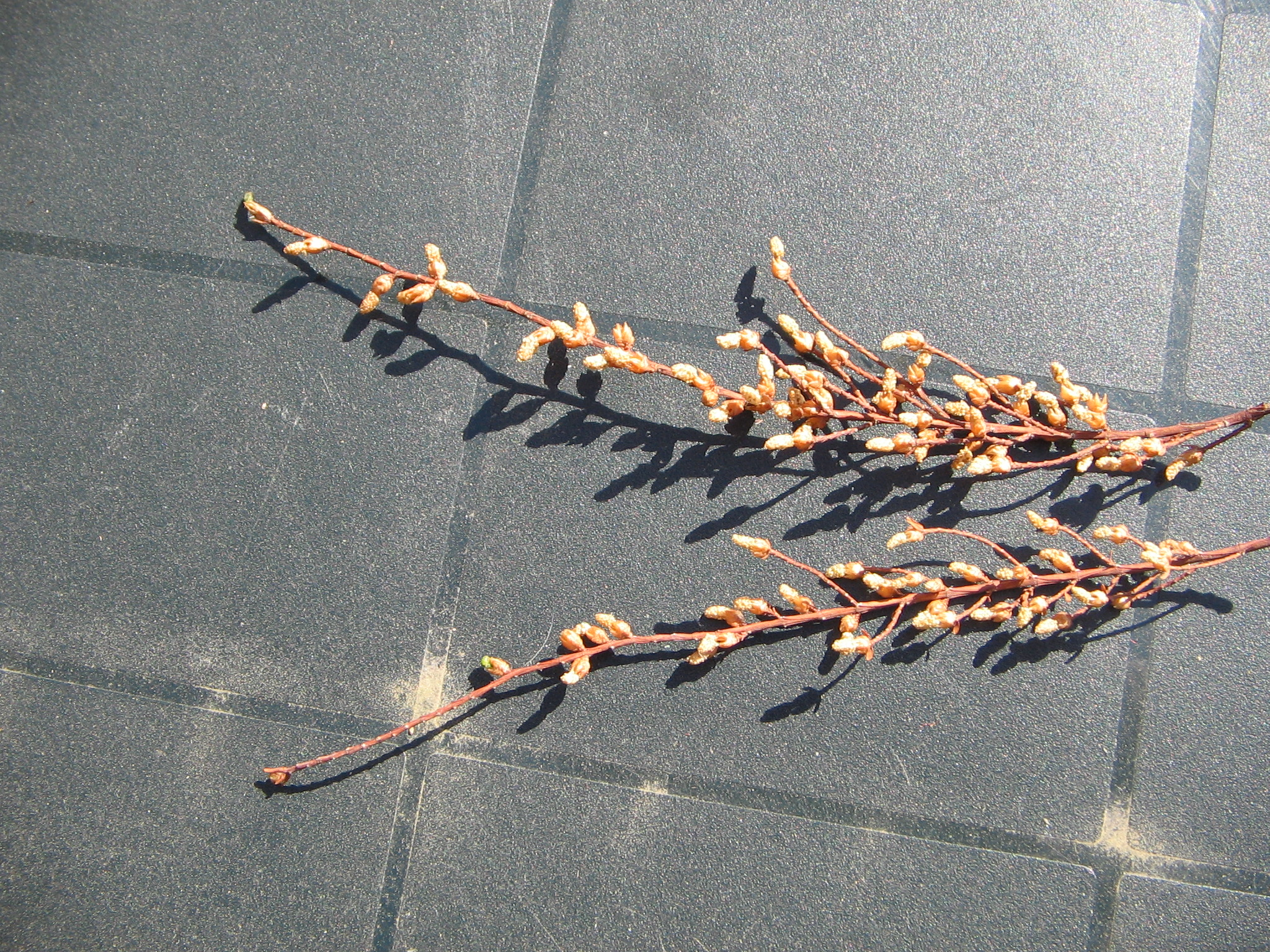

## وصلات خارجية
- Urweltmammutbaum, Chinesisches Rotholz, Dawn Redwoods
- Umfangreiche, mehrsprachige, internationale Seite über den Urweltmammutbaum, darunter auch ein Text über die Entdeckungsgeschichte;
- Crescent Ridge Dawn Redwoods Preserve
- The metasequoia organisation
- More information on the Dawn Redwood, including largest specimens
- Giant redwoods in the U.K.

als deutschsprachiges pdf
- Bilder
- Projekt Mammutbaum e.V.
- Mammutbaumregister von Deutschland